# Cachina

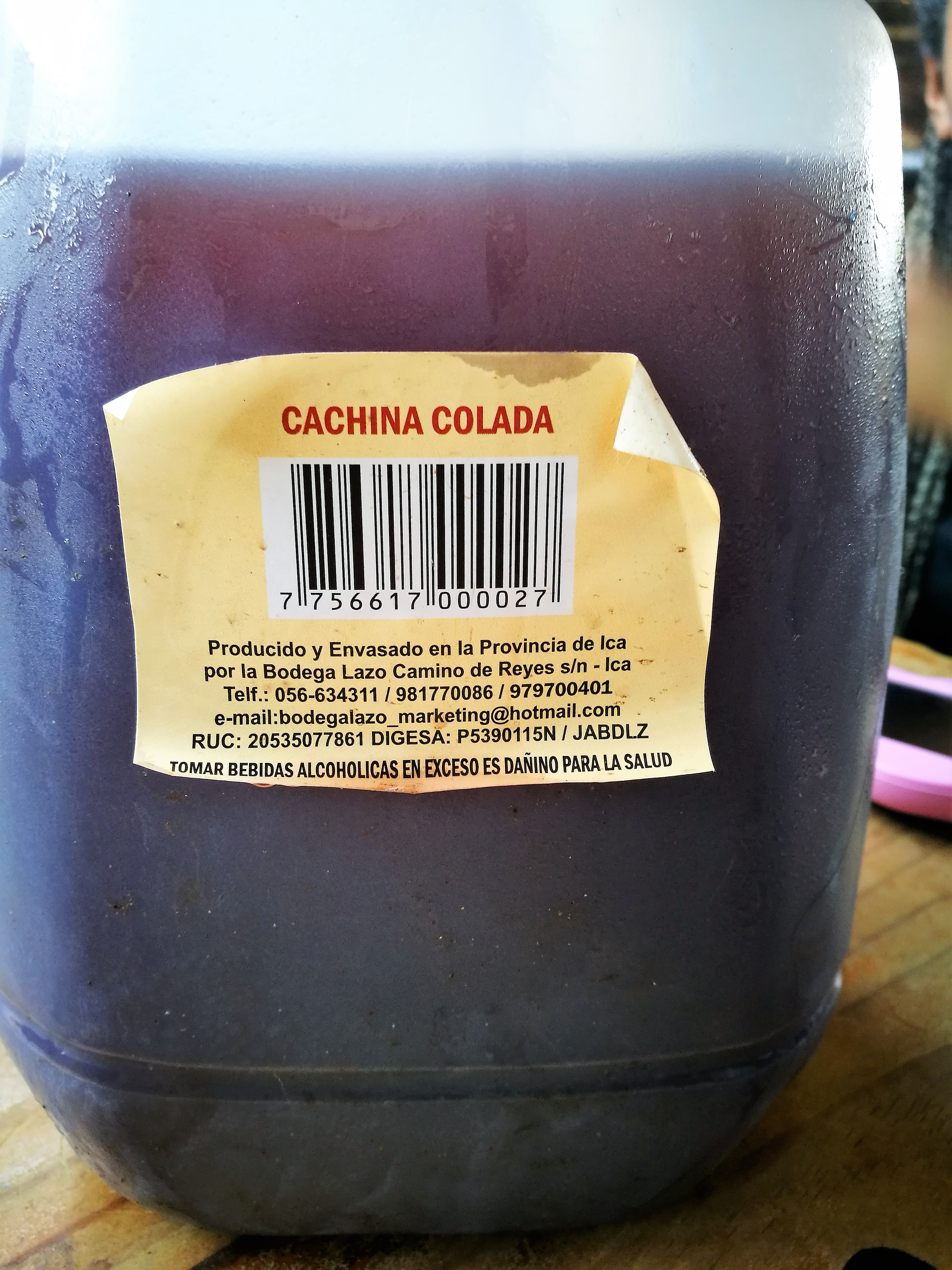
Garrafa de Cachina Colada de Bodegas Lazo.

La cachina (del quechua kachinaq, desabrido, insulso) es una bebida popular peruana de mosto. Es propia de los valles vitivinícolas de Mala, Cañete, Chincha, Pisco, Ica y el sur de Lima.

## Descripción
La cachina es un vino joven cuya preparación consiste en exprimir las uvas al máximo para extraerles todo su jugo. Luego de esto se envasa tradicionalmente en toneles grandes y se mantiene allí durante un periodo muy corto de tiempo, entre 7 y 15 días, y se consume antes de pasar 30 días. La cachina puede ser colada o no, y cada variedad puede ser dulce o seca.
Es una bebida muy apreciada durante las festividades vinculadas al vino, como la Fiesta de la vendimia de Ica.